# صلوات أباد (حومة بيجار)
صلوات أباد (بالفارسية: صلوات‌آباد) هي قرية تقع في إيران في حومة. يقدر عدد سكانها بـ 105 نسمة .